# Ulrik Frederik Gyldenløve
Ulrik Frederik Gyldenløve (Brema, 20 giugno 1638 – Amburgo, 17 aprile 1704) è stato un nobile, generale e statista danese.

## Biografia
Fu un figlio naturale che il Federico III di Danimarca, re di Danimarca e Norvegia, ebbe dall'amante Margrethe Pape prima del matrimonio.
Nel 1657 divenne ufficiale e si distinse durante la Seconda guerra del nord.
Fu governatore della Norvegia dal 1664 al 1699 e attuò delle riforme intese a migliorare la posizione economica del Paese, a renderlo più autonomo dalla Danimarca e a semplificare l'amministrazione fiscale.
Nel 1666 divenne comandante in capo dell'esercito norvegese e nel 1673 ebbe l'incarico di rivedere le difese del paese, provvedendo ad importanti migliorie alle fortezze di Akershus, Fredrikstad e Fredrikshald. Prese parte alla guerra di Scania (1675-1679) contro la Svezia.
Tra il 1666 e il 1673 si occupò anche di politica estera e gli vennero affidate diverse missioni diplomatiche.
Fondò la città di Laurvig nel 1671, oggi chiamata Larvik, e creò la contea di Laurvig divenendone conte.
Si fece costruire a Copenaghen il palazzo oggi conosciuto col nome di Charlottenborg: i lavori iniziarono il 3 aprile 1672.

## Matrimoni e discendenza
La prima volta, nel 1659, sposò segretamente Sofie Urne (ca. 1629-1714), il matrimonio fu sciolto nel 1660. Dal matrimonio nacquero due figli gemelli:
- Carl (25 settembre 1660-25 settembre 1689), morto suicida;
- Woldemar (25 settembre 1660-Dresda, 24 giugno 1740), che si sposò due volte ed ebbe discendenza.

La seconda volta, il 16 dicembre 1660, sposò Marie Grubbe (1643-1718), da cui divorziò nel 1670. 

La terza volta sposò il 16 agosto 1677 la nobile Antonietta Augusta di Aldenburg (1660-1701), figlia dei conti Antonio I di Aldenburg e Augusta Giovanna di Sayn-Wittgenstein-Hohenstein. Dalla terza moglie Ulrik Frederik ebbe altri dieci figli:
- Ulrik Frederik (15 aprile 1678);
- Christian Anton (7 settembre 1679-1º dicembre 1679);
- Frederik Christian (16 novembre 1681-Colonia, 24 giugno 1696);
- Charlotte Amalia (15 novembre 1682-7 dicembre 1699), che sposò Christian Gyldenlove;
- Ulrike Augusta (13 gennaio 1684-26 maggio 1684);
- Ulrika Antoinette (6 gennaio 1686-23 settembre 1755), sposò il conte Carlo di Ahlefeldt;
- Christiana Augusta (27 gennaio 1687-1689);
- Ferdinand Anton (11 luglio 1688-18 settembre 1754);
- Margarethe (18 luglio 1694-8 luglio 1761), sposò Giorgio II di Leiningen-Westerburg;
- Sophia Hedwig (1696).

## Ascendenza
|                               |   |                                        | Genitori                           |  |  | Nonni |  |  | Bisnonni                 |  |  | Trisnonni                  |  |
|                               |   |                                        |                                    |  |  |       |  |  | Federico II di Danimarca |  |  | Cristiano III di Danimarca |  |
|                               |   |                                        |                                    |  |  |       |  |  | Federico II di Danimarca |  |  | Cristiano III di Danimarca |  |
|                               |   | Dorotea di Sassonia-Lauenburg          |                                    |  |  |       |  |  | Federico II di Danimarca |  |  |                            |  |
| Cristiano IV di Danimarca     |   |                                        |                                    |  |  |       |  |  | Federico II di Danimarca |  |  |                            |  |
|                               |   | Sofia di Meclemburgo-Güstrow           | Ulrico III di Meclemburgo-Güstrow  |  |  |       |  |  |                          |  |  |                            |  |
|                               |   | Sofia di Meclemburgo-Güstrow           | Ulrico III di Meclemburgo-Güstrow  |  |  |       |  |  |                          |  |  |                            |  |
|                               |   | Sofia di Meclemburgo-Güstrow           | Elisabetta di Danimarca            |  |  |       |  |  |                          |  |  |                            |  |
| Federico III di Danimarca     |   | Sofia di Meclemburgo-Güstrow           |                                    |  |  |       |  |  |                          |  |  |                            |  |
|                               |   | Gioacchino III Federico di Brandeburgo | Giovanni Giorgio di Brandeburgo    |  |  |       |  |  |                          |  |  |                            |  |
|                               |   | Gioacchino III Federico di Brandeburgo | Giovanni Giorgio di Brandeburgo    |  |  |       |  |  |                          |  |  |                            |  |
|                               |   | Gioacchino III Federico di Brandeburgo | Sofia di Liegnitz                  |  |  |       |  |  |                          |  |  |                            |  |
| Anna Caterina del Brandeburgo |   | Gioacchino III Federico di Brandeburgo |                                    |  |  |       |  |  |                          |  |  |                            |  |
|                               |   | Caterina di Brandeburgo-Küstrin        | Giovanni di Brandeburgo-Küstrin    |  |  |       |  |  |                          |  |  |                            |  |
|                               |   | Caterina di Brandeburgo-Küstrin        | Giovanni di Brandeburgo-Küstrin    |  |  |       |  |  |                          |  |  |                            |  |
|                               |   | Caterina di Brandeburgo-Küstrin        | Caterina di Brunswick-Wolfenbüttel |  |  |       |  |  |                          |  |  |                            |  |
| Ulrik Frederik Gyldenløve     |   | Caterina di Brandeburgo-Küstrin        |                                    |  |  |       |  |  |                          |  |  |                            |  |
|                               | … | …                                      |                                    |  |  |       |  |  |                          |  |  |                            |  |
|                               | … | …                                      |                                    |  |  |       |  |  |                          |  |  |                            |  |
|                               | … | …                                      |                                    |  |  |       |  |  |                          |  |  |                            |  |
| Nicolaus von Pape             | … |                                        |                                    |  |  |       |  |  |                          |  |  |                            |  |
|                               |   | …                                      | …                                  |  |  |       |  |  |                          |  |  |                            |  |
|                               |   | …                                      | …                                  |  |  |       |  |  |                          |  |  |                            |  |
|                               |   | …                                      | …                                  |  |  |       |  |  |                          |  |  |                            |  |
| Margrethe Pape                |   | …                                      |                                    |  |  |       |  |  |                          |  |  |                            |  |
|                               |   | …                                      | …                                  |  |  |       |  |  |                          |  |  |                            |  |
|                               |   | …                                      | …                                  |  |  |       |  |  |                          |  |  |                            |  |
|                               |   | …                                      | …                                  |  |  |       |  |  |                          |  |  |                            |  |
| Anna von Hatten               |   | …                                      |                                    |  |  |       |  |  |                          |  |  |                            |  |
|                               |   | …                                      | …                                  |  |  |       |  |  |                          |  |  |                            |  |
|                               |   | …                                      | …                                  |  |  |       |  |  |                          |  |  |                            |  |
|                               |   | …                                      | …                                  |  |  |       |  |  |                          |  |  |                            |  |
|                               |   | …                                      |                                    |  |  |       |  |  |                          |  |  |                            |  |